# Cyclone Gafilo
Le cyclone Gafilo est un puissant cyclone tropical qui a dévasté Madagascar en mars 2004. C'est le cyclone le plus intense jamais observé dans le bassin sud-ouest de l'océan Indien.

## Histoire

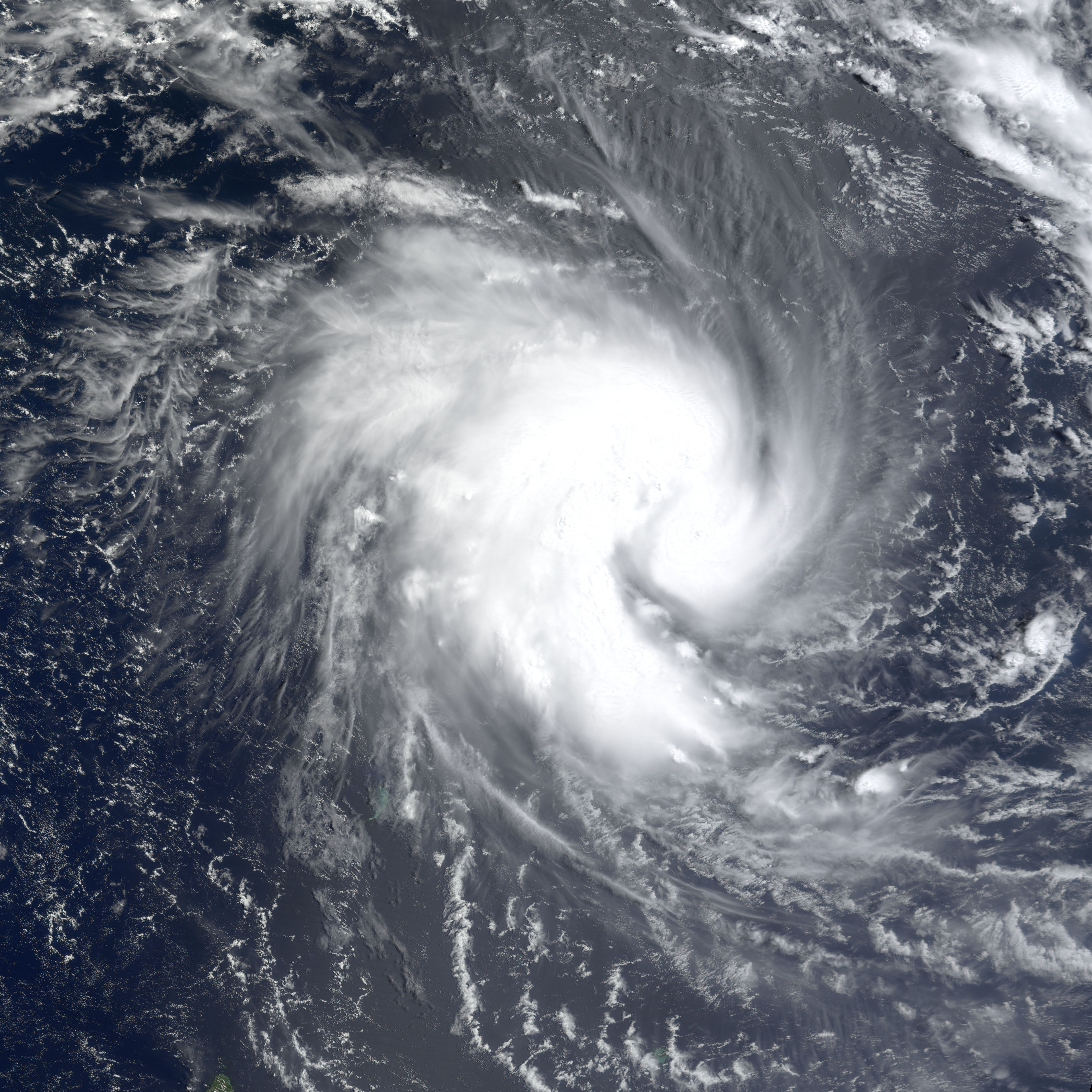
Image satellite de Gafilo le 3 mars 2004- au moment de sa classification en tant que tempête tropicale.

Une perturbation tropicale se forme le 29 février 2004 dans le centre de l'océan Indien, au sud de Diego Garcia. Il est pris en charge par le centre météorologique régional spécialisé (CMRS) de La Réunion, côté civil, et par le Joint Typhoon Warning Center (JTWC), côté militaire, le 1er mars,. Le système se dirige vers l'ouest-nord-ouest à bonne vitesse et évolue rapidement en tempête tropicale, nommée 16S par le JTWC et Gafilo par la station météorologique de l'île Maurice, puis en cyclone tropical le 4 mars, créant des vents de 120 km/h et des rafales à 170 km/h. Le lendemain, Gafilo oblique vers l'ouest-sud-ouest en direction de Madagascar et atteint le stade de « cyclone tropical très intense », équivalent à la catégorie 5 de l'échelle de Saffir-Simpson, avec en son centre une pression record de 895 hPa. Gafilo crée alors des vents moyens de 231 km/h avec des rafales à 326 km/h. Il touche terre après minuit dans la nuit du 6 ou 7 mars sur le littoral nord-est de Madagascar, près de la ville d'Antalaha,.
Gafilo traverse la partie nord de l'île en direction du sud-ouest ce qui lui fait perdre beaucoup de son intensité et il n'est plus que de catégorie 1 une fois qu'il atteint le canal du Mozambique. Le 9 mars, il change brusquement de direction en prenant une direction sud-est et traverse à nouveau Madagascar, cette fois dans le Sud du pays, avec la force d'une tempête tropicale. Il s'évacue lentement vers le sud-est jusqu'à l'océan puis continue à faiblir, rencontrant des conditions défavorables de cisaillement de vents en altitude et de température de surface de la mer,.

## Dégâts
Au moins 363 personnes sont tuées par le cyclone et près de 200 000 personnes se retrouvent sans abri. Le montant des dégâts s'élève à 250 millions de dollars américains. L'évènement le plus grave en matière de perte de vies humaines a été le chavirement du traversier Le Samson au large de l'archipel des Comores, dans lequel 112 des 114 personnes à bord se sont noyées.
Les récoltes ont subi d'importants dommages d'autant plus qu'elles avaient déjà été atteintes un mois auparavant par le passage du cyclone Elita. Néanmoins, la vitesse de déplacement élevée de Gafilo a permis de limiter l'importance des dégâts, sa durée de présence en un endroit donné étant plus faible.